# HH Весов
HH Весов (лат. HH Librae) — одиночная переменная звезда в созвездии Весов на расстоянии (вычисленном из значения параллакса) приблизительно 21758 световых лет (около 6671 парсека) от Солнца. Видимая звёздная величина звезды — от +15,5m до +14,5m.

## Характеристики
HH Весов — пульсирующая переменная звезда типа RR Лиры (RR).